# Kim Wall
Kim Wall (Trelleborg, 23 de março  de 1987 – 10 de agosto de 2017) foi uma jornalista independente sueca. 
A sua morte ocorreu a bordo do mini-submarino particular UC3 Nautilus, propriedade do inventor dinamarquês Peter Madsen.
Kim Wall nasceu na proximidade da cidade de Trelleborg, na província histórica sueca da Escânia. Passou a sua infância e juventude na cidade de Malmö. Estudou “Paz e conflito” na Universidade de Lund (2007-2008). Estudou “Relações internacionais” e graduou-se na London School of Economics and Political Science (2011). Depois de uma passagem pela Universidade da Sorbonne de Paris, formou-se em “Jornalismo” e em “Assuntos Internacionais” pela Universidade de Columbia, nos Estados Unidos.

Como jornalista, escreveu artigos publicados nos jornais The Guardian, New York Times e TIME.
Trabalhou em sítios considerados perigosos, e dedicou-se a temas como o feminismo, a pobreza e a política externa.
Fez reportagens a partir do Haiti, do Uganda, de Sri Lanka e das Ilhas Marshall. Em 2016, recebeu o Prémio Hansel Mieth para a “Melhor reportagem digital”.